# Louis Castex (officier)
Pour les articles homonymes, voir Louis Castex et Castex.
Louis Joseph Marie Nestor Castex (né le 3 février 1896 à Pinsaguel en Haute-Garonne et décédé le 28 septembre 1968 à Paris) était un pionnier de l'aviation, homme politique, pilote et écrivain français. Il est surtout connu pour ses récits de voyage du milieu du XXe.

## Biographie
Castex a étudié le droit et est titulaire d'une licence en droit. Il participa à la Première Guerre mondiale, effectuant plusieurs vols de reconnaissance et obtenant le grade de colonel.
Il devient directeur des services transatlantiques d'Air France et se lie d'amitié avec Antoine de Saint-Exupéry. Il collabora de 1939 à 1940 avec Georges Mandel, ministre français des Postes et plus tard membre de la Résistance.

### Tour du Monde
Un jour avant l'invasion allemande des Pays-Bas, de la Belgique et du Luxembourg et du début du front occidental de la Seconde Guerre mondiale en Europe occidentale, Castex s'est embarqué pour un vol autour du monde en avion. Il a ensuite documenté ce voyage dans son livre primé Mon tour du monde en avion (1945).
Au départ de Paris, il vole sur un Dewoitine D.338 (F-ARIB Ville de Bangkok ) d'Air France, avec de nombreuses escales, initialement vers la colonie française d’Indochine française à Saigon. Il y a passé plusieurs jours puis a continué vers Hanoi.
Il rejoint ensuite Hong Kong avec un De Havilland DH.86 Express (appelé par erreur De Havilland DH.84 Dragon ) d'Imperial Airways, où il est resté pendant une période prolongée. En janvier 1941, il revient à Saïgon avec Air France. En février 1941, il vole à bord d'un Douglas ( DC-2 ou DC-3 ) de la KNILM (Koninklijke Nederlandsch-Indische Luchtvaart Maatschappij) via Singapour (séjournant à l'hôtel Raffles ) jusqu'à Batavia, où il rencontre, entre autres, Evert van Dijk (de), qui, en 1930, avait traversé l'Atlantique Nord sans escale d'est en ouest avec Charles Kingsford Smith à bord du Southern Cross.
Il part vers Bali, où il rend visite au peintre belge Jean Le Mayeur à Sanur, et de là, il s'envole pour l'Australie. Après quelques jours à Sydney, il décolle début mars 1941 à bord d'un Boeing 314 Clipper de Pan American World Airways pour Auckland.
C’est de là qu’avec Harold Gatty (en) il continue son périple en passant notamment par Nouméa et par l’aéroport de Canton, où Noël Coward le rejoint, jusqu'à Hawaï. Il y visite la base navale américaine de Pearl Harbor quelques mois seulement avant l'attaque japonaise ; il y voit entre autres le Boeing B-17 Flying Fortress.
Castex a continué vers San Francisco et Los Angeles, où il est invité à des événements mondains par Robert Hakim (en) et Jean Renoir. À bord d'un Boeing 307 Stratoliner, il prend le cap de Chicago, puis New York et Washington DC. Début juillet 1941, il décolle à nouveau à bord d'un Boeing 314 Clipper avec des escales aux Bermudes et à Faial jusqu'à Lisbonne. Fin juillet, il séjourna une semaine à Gibraltar, puis début août, à bord d'un Caudron C.440 Goéland, il continua via Oran et Alger afin de contourner l'Espagne, alors alliée de l'Allemagne. D'Alger, il revient finalement à Marseille à bord du Dewoitine D.338 (F-ARIB Ville de Bangkok ), d'où il avait débuté son périple, le 10 août 1941, concluant ainsi son tour du monde en avion.
En 1952, il rejoint l'Assemblée de l'Union française.
En octobre 1953, il participe à l'inauguration de la première liaison aérienne entre Papeete et les îles Marquises à bord d'un Grumman G-73,.
Louis Castex décède le 28 septembre 1968 à Paris et est enterré au cimetière de Passy, avec Béatrice Bretty, pourtant compagne de Georges Mandel.

## Récompenses
- Croix de guerre 1914–1918[6]
- Médaille interalliée de la Victoire[6]
- Médaille commémorative de la guerre 1914–1918[6]
- Médaille de la Résistance française[6]
- Grand officier de la Légion d'honneur
- 1946 : Prix Marcelin-Guérin de l'Académie française pour son livre Mon tour du monde en avion[7]
- 1965 : Prix Broquette-Gonin de l’Académie française pour son livre Îles, relais du ciel[7]
- 1968 : Prix Broquette-Gonin de l’Académie française pour son livre De Clément Ader à Gagarine[7]

Depuis 1969, l'Académie française décerne chaque année le Prix Louis Castex.

## Publication sélective
- L'Amérique devant le conflit. Impressions et souvenirs 1941
- Mon tour du monde en avion. Carnet de notes tenu au jour le jour sur 50 000 km de vol , Paris : Librairie Plon 1945.
  - Traduction allemande : Mein Flug um die Welt, Traduction d'Ernst Christ et Leonore Schlaich, Stuttgart : Deutsche Verlagsanstalt 1948.
- L'âge de l'air. 25 ans d'aviation commerciale dans le monde, 1920-1945. Préface de Henri Farman. Paris : É. Chiron 1946.
- La Vérité sur l'aviation civile française en 1948, 1948
- L'homme qui donna des ailes au monde Clément Ader, Paris : Librairie Plon 1947.
- En mission aux îles australes, 1951
- Clément Ader ou l'enfant qui voulait se faire oiseau, 1957
- Îles, relais du ciel, Union Générale d'Édition 1964
- Les secrets de l'île de paques, Paris : Hachette 1966.
  - Espagnol : Los secretos de la Isla de Pascua, Santiago du Chili : J. Almendros 1968
- De Clément Ader à Gagarine, Paris : Hachette 1967.
- A. MM. les membres de l'Assemblée Nationale et du Conseil de la République. Un grand débat sur l'aviation s'impose